# Eduard Zeller
Eduard Zeller (ur. 22 stycznia 1814 w Kleinbottwar, zm. 19 marca 1908 w Stuttgarcie) – niemiecki teolog i filozof.

## Życie
W 1832 ukończył studium teologiczne w Maulbronn, a następnie udał się na studia z teologii i filozofii na Uniwersytecie w Tybindze, które ukończył w 1836. Pracował jako privatdozent w Tybindze (1840), jako profesor teologii na Uniwersytecie Berneńskim (1847-1849) i Marburgu (1849-1862). W latach 1862–1872 był profesorem filozofii na Uniwersytecie w Heidelbergu, a w latach 1872-1895 w Berlinie . W 1877 został odznaczony cywilnym Pour le Mérite za Naukę i Sztukę.

## Teologia i filozofia
Jako teolog, należał do młodszej szkoły tybińskiej i zakładał jej pismo Theologischen Jahrbücher (1842-1857) .
W zakresie filozofii, początkowo był zwolennikiem Hegla, a następnie zwrócił się ku filozofii Kanta. Jest ważną postacią dla powstania neokantyzmu. 22 października 1862 otworzył swoje wykłady na Uniwersytecie w Heidelbergu wykładem Über Bedeutung und Aufgabe der Erkenntniss-Theorie, który wkrótce opublikowano. Jako pierwszy używał tu pojęcia teoria poznania (Erkenntnisstheorie, początkowo zapisywane jako Erkenntniss-Theorie), na oznaczenie dyscypliny badającej podstawy metodologiczne i epistemologiczne filozofii i nauki. Wykład skrytykowany został przez Karla Micheleta, który określił Zellera mianem neokantyzsty. Zeller zaliczany jest do grona wczesnych neokantystów, lub filozofów zapowiadających ten nurt.
Zeller jest znany również ze swoich prac z zakresu historii filozofii.

## Dzieła
- Platonische Studien, 1839,
- Die Philosophie der Griechen. Eine Untersuchung über Charakter, Gang und Hauptmomente ihrer Entwicklung, 1844–1852,
- Geschichte der christlichen Kirche. Uebersichtlich dargestellt, 1848,
- Die Philosophie der Griechen in ihrer geschichtlichen Entwicklung, 1856–1868;  Leipzig: R. Reisland 3. A. 1876–1882,
- Die Apostelgeschichte kritisch untersucht, 1854,
- Über Bedeutung und Aufgabe der Erkenntniss-Theorie. Ein akademischer Vortrag. Groos, Heidelberg 1862,
- Vorträge und Abhandlungen, 1865–1884; Leipzig: R. Reisland,
- Religion und Philosophie bei den Römern, 1866,
- Staat und Kirche. Vorlesungen an der Universität zu Berlin gehalten, 1873.
- Geschichte der deutschen Philosophie seit Leibniz (= Geschichte der Wissenschaften in Deutschland, Bd. 13), 1873,
- Grundriss der Geschichte der griechischen Philosophie, 1883,
- Über die Gründe unseres Glaubens an die Realität der Außenwelt, 1884,
- Friedrich der Große als Philosoph, 1886,